# Флаги Азии
Это список международных и государственных флагов, используемых в Азии.

## Международные организации
| Флаг | Утвержден | Организация                                                       | Описание |
| ---- | --------- | ----------------------------------------------------------------- | --- |
|      | 1997 —    | Флаг АСЕАН                                                        | В центре флага на голубом фоне расположено десять рисовых стеблей в красном круге. |
|      | 1981 —    | Флаг Организации исламского сотрудничества                        | Флаг представляет собой белое полотнище с зелёным полумесяцем, рогами вправо, обрамляющим схематический земной шар с параллелями и меридианами, в центре которого изображена чёрная Кааба. Полумесяц и зелёный цвет — символы ислама. Флаг принят в 2011 году вместе со сменой названия организации, заменив предыдущий флаг. |
|      | 1970 —    | Флаг ОПЕК                                                         | Флаг представляет собой голубое полотнище, на котором в центре расположены стилизованные латинское буквы белого цвета, с названием организации. |
|      | 1996 —    | Флаг СНГ                                                          | Флаг СНГ представляет собой голубое/светло-синее полотнище с эмблемой организации в центре. |
|      | 1981 —    | Флаг Совета сотрудничества арабских государств Персидского залива | |

## Флаги государств
| Флаг | Утвержден          | Использование          | Описание |
| ---- | ------------------ | ---------------------- | --- |
|      | 1918 — 1920 1991 — | Флаг Азербайджана      | Флаг представляет собой трёхцветное полотнище (триколор). Полосы (голубого, красного и зелёного цветов) расположены горизонтально. В центре флага на красной полосе размещены восьмиконечная звезда и полумесяц. Оба изображения белого цвета. Под голубым цветом подразумевается тюркство, красный цвет отражает курс на модернизацию общества и развитие демократии, а зелёный цвет указывает на принадлежность к исламской вере |
|      | 1918 — 1920 1990 — | Флаг Армении           | Флаг представляет собой прямоугольное полотнище из трёх равных горизонтальных полос: верхней — красного, средней — синего и нижней — оранжевого цвета. |
|      | 2021 —             | Флаг Афганистана       | Флаг представляет собой белое полотнище с надписью в середине «Шахада» (Свидетельство) на арабском языке. |
|      | 1972 —             | Флаг Бангладеш         | Флаг представляет собой красный круг на зелёном поле. Круг расположен практически в центре флага, его центром является точка пересечения вертикальной линии, опущенной с 9/20 длинной стороны флага (считая от древка), и горизонтальной линии, проведённой посередине узкой стороны. Радиус диска — 1/5 длины флага. |
|      | 2002 —             | Флаг Бахрейна          | Флаг представляет собой полотнище красного цвета с белой вертикальной полосой у древка, с правой стороны ограниченной зигзагом. |
|      | 1959 —             | Флаг Брунея            | Представляет собой желтое полотнище с изображением эмблемы Брунея в центре. По диагонали флаг разделяется белой и черной полосами. |
|      | 1972 —             | Флаг Бутана            | Флаг разделён по диагонали снизу от древка, образуя два треугольника. Верхний треугольник жёлтый, нижний — оранжевый. Дракон расположен по центру и обращён от древка. |
|      | 2002 —             | Флаг Восточного Тимора | Жёлтый треугольник означает следы колониализма в истории страны. Чёрный треугольник означает трудности, которые нужно преодолеть. Красный цвет означает борьбу за свободу. Звезда — путеводный свет, белый цвет звезды — мир. |
|      | 1955 —             | Флаг Вьетнама          | Звезда олицетворяет лидерство Коммунистической партии Вьетнама, красный цвет означает успех революции, а пять концов звезды иногда излагаются как рабочие, крестьяне, солдаты, интеллигенция и молодёжь. |
|      | 2004 —             | Флаг Грузии            | Флаг Грузии представляет собой прямоугольное полотнище белого цвета с пятью красными крестами, одним центральным Георгиевским и четырьмя равносторонними Болнисско-Кацхскими крестами в четырёх квадрантах. |
|      | 1984 —             | Флаг Египта            | Представляет собой триколор с горизонтально размещёнными равновеликими полосами красного, белого и чёрного цветов. В центре флага на белой полосе помещён т. н. «орёл Саладина». |
|      | 1948 —             | Флаг Израиля           | Флаг представляет собой белое прямоугольное полотнище с двумя горизонтальными синими полосами по краям и звездой Давида в центре. |
|      | 1947 —             | Флаг Индии             | Флаг представляет собой прямоугольное полотнище из трёх горизонтальных полос равной ширины: верхней — «глубокого шафранного», средней — белого и нижней — зелёного цвета. В центре флага расположено изображение колеса с 24 спицами, тёмно-синего цвета. |
|      | 1945 —             | Флаг Индонезии         | Полотнище, состоящее из двух равновеликих горизонтальных полос: красной сверху и белой снизу в пропорции 2:3. |
|      | 1928 —             | Флаг Иордании          | Флаг состоит из трёх равновеликих горизонтальных полос: сверху чёрная, посередине белая, внизу зелёная. Поверх них на левом крае находится красный треугольник, в котором изображена белая семиконечная звезда. |
|      | 2008 —             | Флаг Ирака             | Представляет собой прямоугольное полотнище из трёх равновеликих горизонтальных полос: верхней — красного, средней — белого и нижней — чёрного цвета с надписью зелёным цветом «Бог велик» (Аллаху акбар) на белой полосе. |
|      | 1980 —             | Флаг Ирана             | Флаг состоит из трёх равных горизонтальных полос: зелёной, белой и красной. Зелёный цвет олицетворяет плодородие, порядок и радость, белый — мир, красный — мужество и пролитую на войне кровь. |
|      | 1990 —             | Флаг Йемена            | Красный, белый и чёрные цвета классические панарабские. |
|      | 1992 —             | Флаг Казахстана        | Флаг представляет собой прямоугольное полотнище голубого цвета с изображением в его центре солнца с 32 лучами, под которым — парящий беркут. У древка — вертикальная полоса с национальным орнаментом. Изображение солнца с лучами, орла и вертикальной полосы с национальным орнаментом — цвета золота. |
|      | 1948—1970 1993 —   | Флаг Камбоджи          | Флаг представляет собой полотнище с тремя разновеликими горизонтальными полосами синего и красного цветов. На красной полосе помещено изображение храма Ангкор-Ват белого цвета. |
|      | 1971 —             | Флаг Катара            | Флаг Катара состоит из вертикальной белой полосы на левой стороне и коричневой полосы справа. Оба поля разделены девятью треугольниками, образующими зигзаг. |
|      | 1960 —             | Флаг Республики Кипр   | Прямоугольное белое полотнище с силуэтом острова медного цвета, под которым изображены две скрещенные ветви оливкового дерева. |
|      | 2023 —             | Флаг Кыргызстана       | Представляет собой полотнище красного цвета, в центре которого размещён круглый солнечный диск с сорока равномерно расходящимися лучами золотистого цвета. Внутри солнечного диска красным цветом изображён тюндюк киргизской юрты. |
|      | 1949 —             | Флаг КНР               | Основной цвет флага — красный цвет коммунизма. В левом верхнем углу помещена пятиконечная золотая звезда, обрамлённая дугой из четырёх меньших звёзд. |
|      | 1948 —             | Флаг КНДР              | Звезда символизирует революционные традиции. Красный цвет — революционный патриотизм и дух борьбы; белый цвет является традиционным для корейцев, он означает чистоту идеалов; синий — стремление к объединению с революционными силами всего мира в борьбе за победу идей независимости, дружбы и мира. |
|      | 1948 —             | Флаг Республики Корея  | Белый цвет является национальным цветом Кореи. Центральная эмблема отражает взгляды на Вселенную как единое целое. По углам расположены триграммы. |
|      | 1961 —             | Флаг Кувейта           | Представляет собой полотнище, состоящее из трёх горизонтальных полос равной ширины. Сверху расположена полоса зелёного цвета, ниже — белого, под ней — красного. От основания флага отходит трапеция чёрного цвета. |
|      | 1975 —             | Флаг Лаоса             | Красные цвета флага символизируют кровь, пролитую в борьбе за свободу, синий — богатство, белый означает полнолуние над рекой Меконг — священной рекой народов, живущих в Индокитае. |
|      | 1967 —             | Флаг Ливана            | Флаг Ливана представляет собой прямоугольное полотнище, состоящее из полос красного и белого цветов. В центре флага на белой полосе помещено изображение ливанского кедра зелёного цвета. Красный цвет символизирует кровь, пролитую в борьбе за независимость, белый — чистоту и мир. |
|      | 1963 —             | Флаг Малайзии          | Флаг Малайзии состоит из 14 чередующихся горизонтальных красных и белых полос равной ширины, представляющих 13 составляющих Малайзию государств (штатов) и федеральное правительство. Тёмно-синий крыж в верхнем углу у древка доходит вниз до верха пятой красной полосы сверху, символизирует единство людей Малайзии и содержит изображение полумесяца, символизирующего ислам, официальную религию Малайзии.                   |
|      | 1965 —             | Флаг Мальдив           | Флаг представляет собой красное полотнище с зелёным прямоугольником в центре, на прямоугольнике изображён вертикальный полумесяц с рогами, направленными от древка. |
|      | 1992 —             | Флаг Монголии          | Три равновеликие вертикальные полосы красного, синего и красного цвета. В центре красной полосы, примыкающей к древку, изображён государственный символ «Соёмбо» жёлтого цвета. |
|      | 2010 —             | Флаг Мьянмы            | Флаг представляет собой прямоугольное полотнище из трёх горизонтальных равновеликих полос: жёлтой, зеленой и красной, в центре которого помещена большая белая 5-конечная звезда. |
|      | 1962 —             | Флаг Непала            | Флаг представляет собой упрощённую комбинацию вымпелов двух ветвей династии Рана. Синий цвет границы флага символизирует мир, а тёмно-красный — национальный цвет Непала. |
|      | 1971 —             | Флаг ОАЭ               | Флаг выполнен в пан-арабских цветах: красном, зелёном, белом и чёрном, символизируя в целом арабское единство. |
|      | 1970 —             | Флаг Омана             | Флаг Омана состоит из трёх равновеликих горизонтальных полос белого, красного и зелёного цветов, и более широкой вертикальной полосы красного цвета в левой части флага. В верхнем левом углу флага помещена эмблема Омана. |
|      | 1947 —             | Флаг Пакистана         | Полотнище зелёного цвета с белой полосой у древка и белым полумесяцем со звездой. Зелёный цвет символизирует мусульман, составляющих большинство населения Пакистана, а белый — немусульман. Белый полумесяц олицетворяет прогресс, а белая звезда — свет и знания. |
|      | 1993 —             | Флаг России            | Представляет собой прямоугольное полотнище из трёх равновеликих горизонтальных полос: верхней — белого, средней — синего и нижней — красного цвета. |
|      | 1973 —             | Флаг Саудовской Аравии | Флаг Саудовской Аравии представляет собой прямоугольное зелёное полотнище, с шахадой. Меч символизирует победы основателя страны — Абдель-Азиза Ибн-Сауда. |
|      | 1959 —             | Флаг Сингапура         | Флаг состоит из двух равновеликих горизонтальных полос: сверху красная и снизу белая. Красный цвет олицетворяет всеобщее братство и равенство людей, а белый — чистоту и добродетель. В верхнем левом углу изображён белый полумесяц, рядом с которым расположено пять звёзд, образующих круг. |
|      | 2024 -             | Флаг Сирии             | Цвета флага традиционны для флагов арабских стран. Зелёный цвет флага символизирует первый праведный Халифат, белый — династию Омейядов, чёрный — Аббасидов[8]. Изначально три красные звезды означали главные части, составившие государство: Дамаск, Алеппо, и Дейр-эз-Зор. |
|      | 1992 —             | Флаг Таджикистана      | Флаг представляет собой прямоугольное полотнище, состоящее из трёх горизонтальных полос: верхней — красной, средней — белой и нижней — зелёной. В центре флага изображена золотая стилизованная корона с полукругом из семи 5-конечных звёзд над ней. |
|      | 1917 —             | Флаг Таиланда          | Флаг Таиланда представляет собой пять горизонтальных полос следующих цветов (сверху вниз): красный, белый, синий, белый и красный. |
|      | 2001 —             | Флаг Туркменистана     | Флаг представляет собой прямоугольное зелёное полотнище с вертикально расположенной красно-бордовой полосой и пятью орнаментами у основания флага. Снизу этой полосы изображены оливковые ветви. Рядом с полосой у верхнего края флага — белый полумесяц и пять белых звёзд. |
|      | 1936 —             | Флаг Турции            | Красный цвет турецкого флага ведёт начало от Умара, правителя Арабского халифата в 634—644 г. и завоевателя Палестины, Египта и Месопотамии. Полумесяц со звездой — символ ислама. |
|      | 1991 —             | Флаг Узбекистана       | Флаг представляет собой прямоугольное полотнище из трех горизонтальных полос насыщенного голубого, белого и насыщенного зеленого цветов во всю длину флага. На верхней голубой части флага на лицевой и оборотной сторонах, у древка изображены белый полумесяц и рядом с ним 12 белых пятиконечных звезд. |
|      | 1898 —             | Флаг Филиппин          | Золотое солнце с 8 лучами символизирует свободу и 8 провинций, которые первыми поднялись на борьбу с Испанией. Звезды представляют три островных группы, составляющих Филиппины: Лусон, Висайские острова, Минданао. Белый треугольник — символ мира и чистоты, синий и красный — патриотизма и мужества. |
|      | 1972 —             | Флаг Шри-Ланки         | Флаг представляет собой полотнище желтого цвета. В левой части — равновеликие полосы зеленого и оранжевого цвета, расположенные вертикально. В правой — желтый лев с мечом в темно-красном прямоугольнике. По углам прямоугольника расположено четыре изображения листов дерева бодхи желтого цвета. |
|      | 1990 —             | Флаг Японии            | Флаг представляет собой белое полотно с большим красным кругом в середине, олицетворяющим восходящее солнце. |

## Флаги непризнанных и частично признанных государств
| Флаг | Утвержден | Использование                            | Описание |
| ---- | --------- | ---------------------------------------- | --- |
|      | 1992 —    | Флаг Абхазии                             | Флаг Республики Абхазия представляет собой полотнище с четырьмя зелёными и тремя белыми полосами, а также красным прямоугольником в левом верхнем углу. В нём расположена открытая рука, олицетворяющая абхазскую государственность (символ Абхазии, известный со времён Абхазского царства). Семь звёзд, находящихся над ней, символизируют семь абхазских регионов. |
|      | 1975 —    | Флаг Азад-Кашмира                        | На флаге используются национальные цвета Пакистана, белый и темно-зеленый. Полумесяц и звезда символизируют мусульманское большинство, а шафрановый прямоугольник — национальные меньшинства. Белые полосы символизируют основные реки Кашмира. |
|      | 2006 —    | Флаг Вазиристана                         | Флаг представляет собой красное полотно, надпись на флаге гласит «Аллаху Акбар» («Бог Велик»). |
|      | 1928 —    | Флаг Китайской Республики                | Флаг состоит из элементов, символизирующих Синее Небо, Белое Солнце и Совершенно Красную Землю. |
|      | 1993 —    | Флаг Государства Палестина               | Флаг представляет собой прямоугольное полотнище, состоящее из трёх равновеликих горизонтальных полос: верхней чёрной, средней белой и нижней зелёной, с красным равнобедренным треугольником у древкового края. |
|      | 1984 —    | Флаг Турецкой Республики Северного Кипра | Флаг Турецкой Республики Северного Кипра был создан на основе флага Турции: белый и красный цвета были обращены, а сверху и снизу звезды и полумесяца были добавлены две красные полосы. |
|      | 1947 —    | Флаг Государства Шан                     | Флаг представляет собой горизонтальные полосы желтого, зеленого и красного цветов с белым кругом в центре. Желтый цвет символизирует буддизм, зеленый — богатые сельскохозяйственные земли, красный — храбрость народа Шан. Белый круг представляет луну, которая символизирует надежды народа на мир и стабильность.                                                 |
|      | 1990 —    | Флаг Южной Осетии                        | Флаг представляет собой прямоугольное полотнище с тремя равновеликими полосами: белая сверху, красная посередине и жёлтая снизу. |

## Флаги регионов, автономных и зависимых территорий

### Внешние территории Австралии

Флаг Острова Рождества
Флаг Кокосовых островов

### Автономные республики Грузии

Флаг Аджарии

### Автономный регион Ирака

Флаг Курдистана

### Штаты и союзные территории Индии

Флаг Телингана
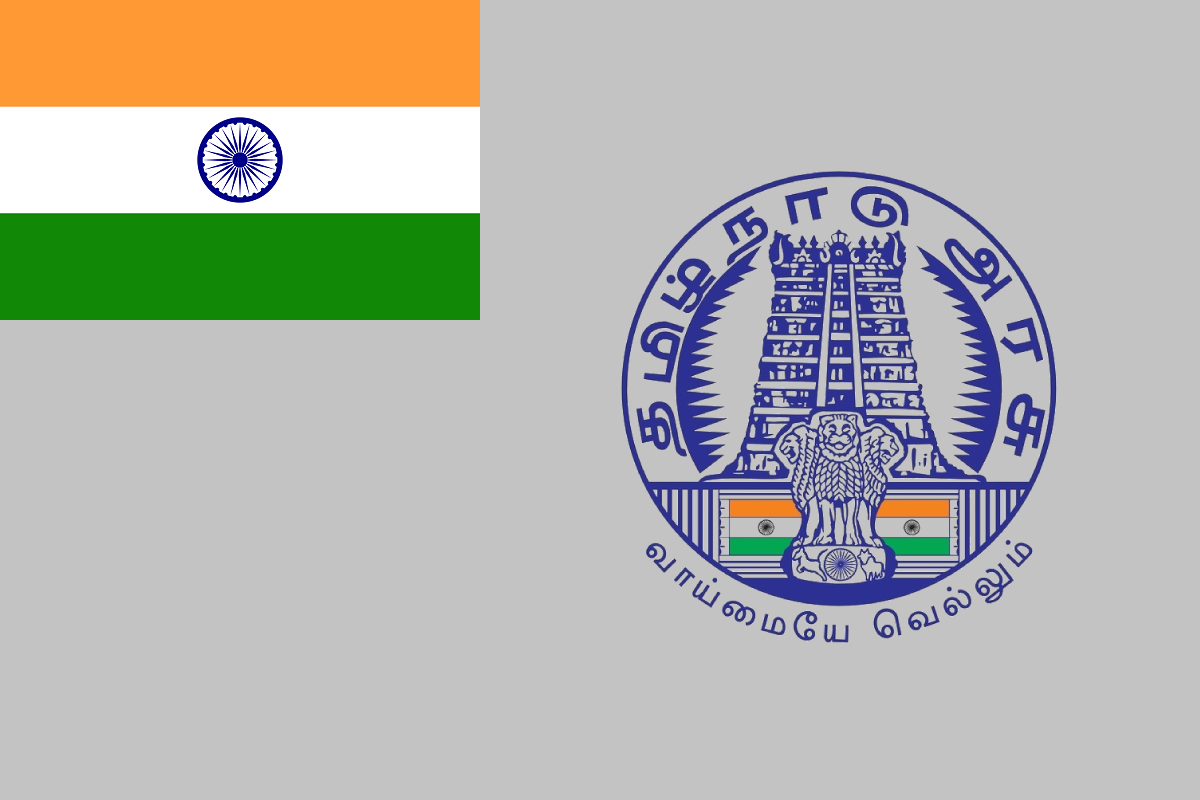
Флаг Тамилнада
Флаг Карнатака
Флаг Пенджаба
Флаг Мизорама
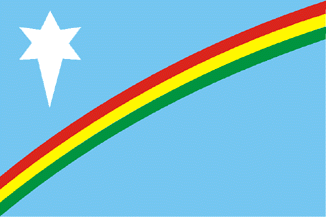
Флаг Нагаленда
Флаг Мегхалаи

### Республики в составе Российской Федерации
Указаны флаги только географически находящихся в азиатской части страны регионов.

Флаг Якутии
Флаг Бурятии
Флаг Хакасии
Флаг Тывы
Флаг Республики Алтай

### Автономные округа и автономные области в составе Российской Федерации.
Указаны флаги только географически находящихся в азиатской части страны регионов.

Чукотский автономный округ
Флаг ЕАО
Флаг Ямало-Ненецкого АО
Флаг Ханты-Мансийского АО — Югра

### Области и края в составе Российской Федерации.
Указаны флаги только географически находящихся в азиатской части страны регионов.

Забайкальский край
Красноярский край
Тюменская область
Томская область
Камчатский край
Магаданская область
Сахалинская область
Амурская область
Иркутская область
Хабаровский край
Приморский край
Алтайский край
Кемеровская область
Оренбургская область